# Egira subapicalis
Egira subapicalis là một loài bướm đêm trong họ Noctuidae.